# Голуба
Голуба (бел. Галуба) — река в Белоруссии, протекает по территории Славгородского и Краснопольского районов Могилёвской области, левый приток реки Сож. Длина реки — 23 км, площадь водосборного бассейна — 84 км², средний наклон водной поверхности 1,4 ‰.
Река берёт начало в болотах северо-западнее деревни Новоельня. Генеральное направление течения в верховьях — север, в низовьях поворачивает на запад. Верхнее течение проходит по Краснопольскому району, среднее и нижнее — по Славгородскому. Протекает преимущественно в пределах Чечёрской равнины. Русло канализировано в течение 9 км от истока, на остальном протяжении извилистое. Ширина реки на всём протяжении не превышает 10 м.
Голуба протекает сёла и деревни Осиновка, Сычин, Восход, Сергеевка, Станки, Агеевка. Все населённые пункты находятся в верхнем и среднем течении, в нижнем река течёт по ненаселённому лесному массиву.
Впадает в Сож севернее деревни Клины.